# Sandro Kulenović
Sandro Kulenović (Zagabria, 4 dicembre 1999) è un calciatore croato, attaccante della Dinamo Zagabria.

## Caratteristiche tecniche
Centravanti che fa della forza fisica il suo punto di forza, è dotato di un buon senso del gol e sa muoversi fra le linee, scendendo sulla trequarti per recuperare palla e far salire la squadra.

## Carriera

### Club
Cresciuto nel settore giovanile della Dinamo Zagabria, il 7 giugno 2016 si è trasferito nel settore giovanile del Legia Varsavia. Il 22 giugno dell'anno successivo è passato in prestito alla Juventus dove ha giocato nella formazione Primavera.
Rientrato alla base a causa del mancato riscatto, è entrato in pianta stabile nella prima squadra del club polacco. Ha esordito fra i professionisti il 10 luglio 2018 disputando l'incontro dei turni preliminari di UEFA Champions League vinto 1-0 contro il Cork City.

### Nazionale
Il 14 febbraio 2018 esordisce con la nazionale U-20 disputando dal primo minuto l'amichevole vinta, grazie alla sua tripletta, per 3 a 1 contro i pari età della Bielorussia.

## Statistiche

### Presenze e reti nei club
Statistiche aggiornate al 28 settembre  2024. 
| Stagione                   | Squadra                    | Campionato                 | Campionato | Campionato | Coppe nazionali | Coppe nazionali | Coppe nazionali | Coppe continentali | Coppe continentali | Coppe continentali | Altre coppe | Altre coppe | Altre coppe | Totale | Totale | Totale |
| Stagione                   | Squadra                    | Comp                       | Pres       | Reti       | Comp            | Pres            | Reti            | Comp               | Pres               | Reti               | Comp        | Pres        | Reti        | Pres   | Reti   |        |
| -------------------------- | -------------------------- | -------------------------- | ---------- | ---------- | --------------- | --------------- | --------------- | ------------------ | ------------------ | ------------------ | ----------- | ----------- | ----------- | ------ | ------ | ------ |
| 2018-2019                  | Legia Varsavia             | EK                         | 21         | 4          | CP              | 3               | 0               | UCL+UEL            | 1+0                | 0                  | SP          | 0           | 0           | 25     | 4      |        |
| ago.-set. 2019             | Legia Varsavia             | EK                         | 3          | 1          | CP              | 0               | 0               | UEL                | 8                  | 1                  | -           | -           | -           | 11     | 2      |        |
| Totale Legia Varsavia      | Totale Legia Varsavia      | Totale Legia Varsavia      | 24         | 5          |                 | 3               | 0               |                    | 9                  | 1                  |             | 0           | 0           | 36     | 6      |        |
| set. 2019-2020             | Dinamo Zagabria            | 1.HNL                      | 16         | 0          | CC              | 0               | 0               | UCL                | 0                  | 0                  | SC          | -           | -           | 16     | 0      |        |
| ago.-set. 2020             | Dinamo Zagabria            | 1.HNL                      | 2          | 0          | CC              | 0               | 0               | UCL                | 0                  | 0                  | -           | -           | -           | 2      | 0      |        |
| set. 2020-2021             | Rijeka                     | 1.HNL                      | 29         | 7          | CC              | 2               | 0               | UEL                | 6                  | 1                  | -           | -           | -           | 37     | 8      |        |
| ago. 2021                  | Dinamo Zagabria            | 1.HNL                      | 0          | 0          | CC              | 0               | 0               | UCL                | 1                  | 0                  | -           | -           | -           | 1      | 0      |        |
| ago. 2021-2022             | Lokomotiva Zagabria        | 1.HNL                      | 29         | 10         | CC              | 3               | 1               | -                  | -                  | -                  | -           | -           | -           | 32     | 11     |        |
| 2022-2023                  | Lokomotiva Zagabria        | 1.HNL                      | 34         | 9          | CC              | 3               | 3               | -                  | -                  | -                  | -           | -           | -           | 37     | 12     |        |
| ago.-set. 2023             | Lokomotiva Zagabria        | 1.HNL                      | 3          | 1          | CC              | 0               | 0               | -                  | -                  | -                  | -           | -           | -           | 3      | 1      |        |
| Totale Lokomotiva Zagabria | Totale Lokomotiva Zagabria | Totale Lokomotiva Zagabria | 66         | 20         |                 | 6               | 4               |                    | -                  | -                  |             | -           | -           | 72     | 24     |        |
| set. 2023-2024             | Dinamo Zagabria            | 1.HNL                      | 21         | 7          | CC              | 6               | 4               | UECL               | 8                  | 0                  | SC          | -           | -           | 35     | 11     |        |
| 2024-2025                  | Dinamo Zagabria            | 1.HNL                      | 18         | 8          | CC              | 1               | 1               | UCL                | 8                  | 5                  | -           | -           | -           | 27     | 14     |        |
| Totale Dinamo Zagabria     | Totale Dinamo Zagabria     | Totale Dinamo Zagabria     | 57         | 15         |                 | 7               | 5               |                    | 17                 | 5                  |             | -           | -           | 81     | 25     |        |
| Totale carriera            | Totale carriera            | Totale carriera            | 176        | 47         |                 | 18              | 9               |                    | 32                 | 7                  |             | 0           | 0           | 226    | 63     |        |

### Cronologia presenze e reti in nazionale
| Cronologia completa delle presenze e delle reti in nazionale ― Croazia under 20 | Cronologia completa delle presenze e delle reti in nazionale ― Croazia under 20 | Cronologia completa delle presenze e delle reti in nazionale ― Croazia under 20 | Cronologia completa delle presenze e delle reti in nazionale ― Croazia under 20 | Cronologia completa delle presenze e delle reti in nazionale ― Croazia under 20 | Cronologia completa delle presenze e delle reti in nazionale ― Croazia under 20 | Cronologia completa delle presenze e delle reti in nazionale ― Croazia under 20 | Cronologia completa delle presenze e delle reti in nazionale ― Croazia under 20 |
| Data                                                                            | Città                                                                           | In casa                                                                         | Risultato                                                                       | Ospiti                                                                          | Competizione                                                                    | Reti                                                                            | Note                                                                            |
| ------------------------------------------------------------------------------- | ------------------------------------------------------------------------------- | ------------------------------------------------------------------------------- | ------------------------------------------------------------------------------- | ------------------------------------------------------------------------------- | ------------------------------------------------------------------------------- | ------------------------------------------------------------------------------- | ------------------------------------------------------------------------------- |
| 14-11-2018                                                                      | Zagabria                                                                        | Croazia under 20                                                                | 3 – 1                                                                           | Bielorussia under 20                                                            | Amichevole                                                                      | 3                                                                               | 68’                                                                             |
| 16-11-2018                                                                      | Zagabria                                                                        | Croazia under 20                                                                | 2 – 0                                                                           | Bielorussia under 20                                                            | Amichevole                                                                      | -                                                                               | 46’                                                                             |
| 22-3-2019                                                                       | Kriens                                                                          | Svizzera under 20                                                               | 4 – 1                                                                           | Croazia under 20                                                                | Amichevole                                                                      | -                                                                               | 65’                                                                             |
| Totale                                                                          |                                                                                 | Presenze                                                                        | 3                                                                               |                                                                                 | Reti                                                                            | 3                                                                               |                                                                                 |

## Palmarès

### Club

#### Competizioni nazionali
- Campionato croato: 2

Dinamo Zagabria: 2019-2020, 2023-2024
- Coppa di Croazia: 1

Dinamo Zagabria: 2023-2024

### Individuale
- Capocannoniere del Torneo di Viareggio: 1

2018 (6 gol)